# ハンバーガー (漫画家)
ハンバーガー（1986年12月18日 - ）は、日本の男性漫画家・イラストレーター。福岡県出身、現在も在住。

## 経歴
幼少期に『ラブひな』を読んだことをきっかけに「かわいい女の子を描きたい!」と思うようになる。
小学生の頃、多くの漫画を読んでいたため、卒業文集に将来の夢を「漫画家」と書くなど漠然と「漫画家になりたい」と感じていた。しかし、成長するにつれてプロになることは難しいのだろうと感じ、漫画家になる道は半ば諦めて趣味で描くようになったという。
中学生の頃から少しずつ絵を描くようになり、2021年時点から見て15年前、2006年頃からインターネットにもイラストを公開するようになる。また、同人誌を出す等の活動も行った。
働いていた時代、節約とダイエットのために毎日マクドナルドのハンバーガーを昼食として食べ続けていた時期が半年以上あり、「100個以上食べたな、ハンドレッドバーガー(Hundred Burger)、略してハンバーガーってIDおしゃれでかっこいいな」という気持ちからペンネームを「ハンバーガー」と決める。
接客業に従事していたが、うつ病となって辞職。しばらくは仕事を探しながら無為な日々を過ごすが、2019年からTwitterに『ハンバーガーちゃん絵日記』を投稿するようになり、徐々に人気となっていく。
6月にはアニメ・ゲーム誌の『コンプティーク6・7月合併号』にインタビューが掲載され、コンテンツ制作に携わる人々に認知されるようになる。
8月には通販サイト「KURAND」が行う「酒ガチャ」のPR漫画を描き、10月にはWebメディア「ねとらぼ」に『ハンバーガーちゃん絵日記』を掲載。これらの活動を見た人々からの仕事の依頼が増加する。
2021年2月、『コミック電撃だいおうじ』にて『忍者と殺し屋のふたりぐらし』の連載を開始し、連載漫画家デビュー。ハンバーガーは「話を考えるのは苦手」と述べており、『ハンバーガーちゃん絵日記』以外にオリジナル作品を描いたことはなかったが、編集からの「うちでオリジナルやってみませんか?」というオファーをきっかけに連載が決まった。はじめ、ハンバーガーは「Twitterで『読み切り描きました!』って報告したらフォロワーがびっくりして面白いかな」と思いながら読み切りのつもりでいたが、話していくうちにいつの間にか連載になっていたため驚いたという。
また、連載漫画家となったことをきっかけに、就活サポートセンターには自営業を始めたと伝えて求職活動をストップした。
3月、株式会社Crewが株式会社ワコムと神田明神の協力のもと行うオンライン奉納プロジェクト「デジタルエマプロジェクト」のオフィシャルアーティストとなる。
4月、20日に創刊された漫画雑誌『青騎士』に『ハンバーガーちゃんのまんが道。』を連載開始。当初は巻末漫画となる予定で、ハンバーガーは軽い気持ちで話を受けたが、実際に発売されると掲載順が前であったため「話が違うなあ!?」と思ったという。
この頃、2本の連載を開始した影響として、ハンバーガーはゲームをやる暇がなくなったという。また、生活リズムの悪さもあり血尿を出した。
6月、『忍者と殺し屋のふたりぐらし』が次にくるマンガ大賞2022にノミネートされる。

## ハンバーガーちゃん
ハンバーガーちゃんは、ハンバーガーがTwitter上に投稿している『ハンバーガーちゃん絵日記』で、作者のアバターのように使用されている女性キャラクターである。
髪色は青で、目は赤色。頭にはハンバーガーの形をした髪飾りや両サイドに青いリボンをつけ、スクエア型アンダーリムの赤色の眼鏡をかけている。バストサイズはEカップだが、著者次第でサイズは変動し、さらに大きく描かれることもある。また、別人格（第二のアバター）である「真面目バーガーちゃん」も存在し、こちらは眼鏡のデザインが違い丸眼鏡をかけ、スーツ姿。名前通り通常のハンバーガーちゃんより真面目であるが、基本的な人格は同じなので、ルーズで誘惑に弱い。『ハンバーガーちゃんのまんが道。』作中に、未来からタイムスリップでやってきた売れっ子漫画家の｢未来バーガーさん｣も登場。現代のハンバーガーちゃんより全体的に大人っぽい容姿で、ベレー帽を常に被っている。
担当声優は森結貴(マンガ動画版)、田中有紀・ましろ(CD版)など。

### 来歴
ハンバーガーによってハンバーガーちゃんのイラストが初めて投稿されたのは2019年4月25日。あなたを女子高生化してみたー」という診断メーカーの結果をもとに描かれたものだった。
「意外と可愛く描けたし、絵の練習になるかも」と考えたハンバーガーは、もともとブログで日記を書くのを趣味としていたこともあり、ハンバーガーちゃんを自身のアバターとした『ハンバーガーちゃん絵日記』を遊びのつもりで始めたという。
始めはハンバーガーのことを知っている周りの人に向けられたものであったが、2019年11月に投稿した『リングフィットアドベンチャー』の絵日記が投稿された頃から多くの人へと広まっていった。また、様々な絵描きがハンバーガーちゃんのファンアートを描いたことも広がりに影響した。盛んにファンアートが投稿された理由としてハンバーガー本人は、「Twitterで相互フォロワーとなっている絵描きがファンアートを描いたことで、ハンバーガーちゃんが自由に描いてもいいキャラクターとして認知されたことが大きいのではないか」と推測している。
2020年2月にはコミティア131で同人誌『ハンバーガーちゃん絵日記まとめTAKE OUT』が頒布され、『ハンバーガーちゃん絵日記』の投稿開始から約1年が経過した2020年5月には、ハンバーガーが編集に声をかけられた事をきっかけに、複数人で共同制作された『ハンバーガーちゃん合同誌　HDC-ハンバーガーちゃん大好きクラブ-』が同人誌として発表小林銅蟲やニャロメロンなど多くの作家が参加した。
10月、ピクシブが開設したYouTubeチャンネル「COMITV」にて、声優によるセリフや音声を加えた『ハンバーガーちゃん絵日記』のマンガ動画が公開される。たびたび『ハンバーガーちゃん絵日記』に登場し、普段は機械音声を用いてVTuberとして活動するマシーナリーとも子にも声優による流暢な声がつけられたため、Twitterトレンドに「マシーナリー」というワードが入るという珍事も発生した。
12月20日、東京ビッグサイト青梅展示棟にてハンバーガーちゃんオンリー同人即売会「シュポッ」が開催される。このイベントでは同人誌『ハンバーガーちゃん絵日記まとめTAKE OUT２』が頒布された。
2021年3月、2020年1月から12月までにpixivに投稿されたオリジナル漫画の中から魅力的な作品を表彰する「pixiv創作マンガ2021」にて、『ハンバーガーちゃん絵日記』が入選する。原宿の複合型ショップbaseyard tokyoの2階の「backyard MANGA & SPACE」にて行われた特別展で、入選作品の1つとして作品が大判で展示された。
5月、『ハンバーガーちゃん絵日記』が単行本としてKADOKAWAより発売。Twitterに公開された絵日記への大幅な加筆・修正や、書き下ろしエピソードやおまけの収録が行われた。
12月、AKIHABARAゲーマーズ本店にてハンバーガーちゃんのPOP UP SHOPが開催。バニーガール衣装を着用したハンバーガーちゃんのイラストが書き下ろされ、イラストを使用した商品の販売や等身大パネルの展示が行われた。
2022年4月、コンピレーションアルバム『ハンバーガーちゃん絵日記 BURGER SET』が発売される。ぬいぐるみや小冊子、カセットテープなどが付属した豪華版『ハンバーガーちゃん絵日記 SPECIAL HUNDREDBUGER SET』も同時発売。本CDは実際にはアニメ化していない『ハンバーガーちゃん絵日記』のアニメが放送されたという体で、OP曲やキャラクターソングのカバーという設定の楽曲が収録されている。OP曲『ハンバーガーちゃん絵日記』は烏屋茶房と田中有紀のタッグがカバー。キャラクターソング『ぴくちゃ☆だいあり〜』はまろん(IOSYS)のアレンジのもとななひらが、ED曲『Virgin Blue』はDEATHROのプロデュースのもとましろ[SHACHI]がカバーした。

### ハンバーガーにとってのハンバーガーちゃん
ハンバーガーはハンバーガーちゃんについて、「自分自身を美少女化してるというよりは、ハンバーガーのやったことをハンバーガーちゃんに演じてもらってる感じで描いてる」としており、キャラクターとしては自身と切り離している。これは「絵の練習にするならかわいい女の子をかわいく描きたい」という思いで描いていくうちに変わっていったものである。
また、『ハンバーガーちゃん絵日記』に描かれる出来事について、起きたことは事実であるが、リアクションは女の子らしく変えているという。
ハンバーガーは自身が気に入っている『ハンバーガーちゃん絵日記』の回として、ご飯をあげた途端に猫がかまってくれなくなる漫画や、ハンバーガーちゃんが『トランスフォーマー』のデストロン軍団で働いてメガトロンにゲンコツをされる「ハンバーガーちゃん捏造日記」を挙げている。なお、後者の回は著作権上の問題で単行本には収録されていない。

### 評価
Webメディアのねとらぼは、ハンバーガーちゃんについて「優等生っぽいかわいい外見とは裏腹に、はちゃめちゃなドジをやらかしたり、あらゆる欲求に弱かったり、尿道結石になったりと、『俺たちが見ていてあげなくては……』と思わせるギャップがTwitterユーザーの心をわしづかみ」と評した。
pixiv創作漫画2021に『ハンバーガーちゃん絵日記』が入選した際、pixivコミック編集部は「VTuberのようでVTuberではない、古いようで新しい、Webマンガとしてありそうでなかったスタイルを確立した作品」とした。

### コラボレーション
- 2020年7月、トランプをもとにした『MIXTRAMP』とコラボし、ハンバーガーちゃんがデザインされた『MIXTRAMP』が発売される[28]。
- 2020年12月、アパレルブランド「42（FORTYTWO）」とコラボし、書き下ろしイラストが使用されたパーカーなどが期間限定で完全受注生産される[29]。
- 2021年2月、同人誌即売会主催団体の「SDF」と共に、赤十字血液センターとコラボし、東京都内で献血協力者にハンバーガーちゃんのイラストポスターがプレゼントされた[30]。同様の内容のコラボは、同年4月に福岡県内でも行われた[31]。
- 2021年3月、ヴィレッジヴァンガードとコラボし、Tシャツや枡などコラボグッズが完全受注生産される[32]。
- 2021年9月、通販サイト「KURAND」が行う「酒ガチャ」とコラボし、オリジナルタンブラーが特典として付くコラボセットが販売された[33]。
- 2022年4月、メガネ専門店の執事眼鏡eyemirrorとコラボし、ハンバーガーちゃんモデルの眼鏡フレームや書き下ろしイラストを使用したメガネスタンドが販売された[34]。

## 人物・エピソード
- 『グランブルーファンタジー』に登場するキャラクター「ゼタ」が好き[35]。Twitterアカウントのアイコンもこのキャラクターである[35]。アイコンを「ハンバーガーちゃん」に変えない理由としてハンバーガーは、「あとから名前を変えるのもなんかイヤ」「自分はハンバーガーちゃんではない」などと述べている[15]。
- 自ら「Twitter中毒」と絵日記で自虐ネタを幾度も描くほどのTwitterのヘビーユーザー[15]。「呼吸」のようにSNSを見ており、合間合間にずっとタイムラインを見ているためにその合計時間が分からないほどである[15]。自身（のアバターキャラとしてのハンバーガーちゃん）のファンアートなども細かくチェックしており、すぐさま感想のツイートを投稿している。
- 車の免許を取得するため合宿をした際、同期がハンバーガーとは正反対の陽気な人々であった[15]。卒業後に旅行の提案が行われ、LINEの交換をしたが、ハンバーガーはそのあと全員をブロックして帰ったという[15]。
- 好きな美少女ゲーム原作アニメは『D.C. 〜ダ・カーポ〜』で、ヒロインの朝倉音夢が好き。なお、朝倉音夢の嫌いなものの1つはハンバーガーである。

## 作品リスト

### 漫画作品

#### 書籍
- ハンバーガーちゃん絵日記（2021年5月27日、KADOKAWA、ISBN 978-4-04-680450-1）
Twitterで連載していた絵日記が書籍化されたもの。

#### 雑誌連載
- 忍者と殺し屋のふたりぐらし（2021年 - 連載中、『コミック電撃だいおうじ』、KADOKAWA）
単行本5巻刊行。
- ハンバーガーちゃんのまんが道。（2021年 - 連載中、『青騎士』、KADOKAWA）

#### web連載
- 私って何観たらいいですか？/ハンバーガーちゃん映画日記（2020年 - 連載中、ムービーナーズ）
- ゲーミングハンバーガーちゃん日記（2020年 - 2022年、GAMEクロス）
サイトの閉鎖に伴い終了。
- ハンバーガーちゃん異世界転生絵日記（2022年 - 連載中、『ヤングキングラムダ』、少年画報社）

#### 短編・読み切り
- 異世界にマンガ家が転生したらどうなるのか、描いてみた件（2021年、『まんがライフオリジナル』2月号、竹書房）
毎回異なる漫画家が1ページ漫画を披露する企画[36]。
- ハンバーガーちゃん絵日記 出張版（2021年、ヤングキング2021年13号、少年画報社）
- ハンバーガーちゃん絵日記 出張版（2021年、ゲームラボ2021春夏、三才ブックス）
- ハンバーガーちゃん絵日記 出張版（2021年、ゲームラボ年末年始2022、三才ブックス）
- ハンバーガーちゃん絵日記 出張版（2022年、ゲームラボ2022春夏、三才ブックス）

#### アンソロジー
- （『少女☆歌劇 レヴュースタァライト コミックアンソロジー ナイン・ストーリーズ』（KADOKAWA）） - 2021年3月25日発売。
- 恵まれし娘らの学園（『ウマ娘 プリティーダービー アンソロジーコミック STAR』（講談社）） - 2021年5月19日発売。
- ハンバーガーちゃん海釣り体験日記（『今が楽しい! 読むアウトドアアンソロジー』（KADOKAWA）） - 2022年3月26日発売。

### イラストレーション
- 『怪鼠一見帳・花札』1巻（作：1号） - 2021年5月25日発売。帯イラスト。
帯コメントも担当。
- 『劇場版 きんいろモザイク Thank you!!』応援イラスト[37]。